# المدینه
المدینه (عربی: المدينة) یک روزنامه عربستان است که توسط علی و عثمان حافظ در سال ۱۹۳۷ میلادی تأسیس شد و جزو اولین روزنامه‌های عربستان است که به زبان عربی در مدینه منوره منتشر شد تا اینکه دفتر آن به‌طور کامل به جده منتقل گردید. سردبیر روزنامه در حال حاضر دکتر فهد العقران است و این روزنامه از نخستین روزنامه‌های عربستان که همزمان با تحول و دگرگونی‌های به وجود آمده در عربستان به‌لحاظ فنی و تخصصی کلیه دست‌اندرکاران خودش را در دوره‌های مختلف به منظور پیدا کردن درک درستی از مفهوم کار مطبوعاتی وارد کرد. علاوه بر این در زمینه چاپ و تولیدات نیز دستگاه‌های جدید را وارد کرد که باعث ارتقاء سطح کارشان گردید بنحوی که توانست در رقابت با سایر روزنامه‌های عربی قرار گیرد. رئیس اداره روزنامه حیدر بن محمد بن لادن و مدیر عام آن محمد علی تفید است.

## مسئولین
- سردبیر: د. حیدر بن لادن
- جانشینان سردبیر: عبدالله عبد الرزاق العمری -محمد حسنی محجوب -محمد علی الزهرانی
- عبدالله عبد الرزاق العمری: سردبیر با حفظ سمت.[۲]